# Epipenaeon pestai
Epipenaeon pestai là một loài chân đều trong họ Bopyridae. Loài này được Nierstrasz & Brender à Brandis miêu tả khoa học năm 1932.